# Poecilostreptus
Poecilostreptus är ett litet fågelsläkte i familjen tangaror inom ordningen tättingar. Släktet omfattar två arter som förekommer från södra Mexiko till norra Argentina:
- Glittertangara (P. palmeri)
- Azurtangara (P. cabanisi)

Tidigare inkluderades arterna i släktet Tangara, men genetiska studier har visat att arterna står närmare Thraupis. Andra auktoriteter inkluderar istället både Poecilostreptus och Thraupis i Tangara. 